# Magdalen Berns
Magdalen Berns (geb. 6. Mai 1983 in London; gest. 13. September 2019 in Edinburgh) war eine britische YouTuberin, lesbische feministische Aktivistin und Amateurboxerin.

## Leben
Magdalen Berns wuchs in London Borough of Camden auf. Ihre Mutter ist Historikerin und Sozialistin. Nach dem Abschluss der Hampstead School war Berns als Toningenieurin tätig. Mit Anfang 30 nahm sie ein Studium an der University of Edinburgh in Schottland auf, zunächst der Ingenieurwissenschaften, dann der Physik, das sie 2016 abschloss. Berns arbeitete als Webprogrammiererin und erhielt 2013 und 2018 ein Google-Summer-of-Code-Stipendium.
Berns war aktiv im schottischen Amateurboxen. Sie gewann 2010 den Haringey Box Cup in der Gewichtsklasse Fliegengewicht und wurde in die erste Frauen-Boxmannschaft in Schottland aufgenommen. 2011 gewann sie die Golden Girl Championship und die British Universities and Colleges Sport (BUCS) Boxing Championship.
Bekannt wurde sie in den 2010er-Jahren durch eine Serie von YouTube-Videos, in denen sie sich auf lesbische Politik, freie Meinungsäußerung und Gender-Identität fokussierte. Im Juli 2016 sprach Berns bei „Thinking Differently: Feministinnen hinterfragen die Geschlechterpolitik“, einer Konferenz in London, die sich mit den „Auswirkungen des Transgenderismus auf die Rechte der Frau“ befasste. Berns’ Ansichten wurden kontrovers diskutiert. Rachel McKinnon nannte sie  „transphob“. Sie wurde von Kritikern als „TERF“ („Trans-Exclusionary Radical Feminism“) beschrieben. Damit werden Feministinnen bezeichnet, die aus Sicht der Kritiker Trans-Menschen aus der feministischen Bewegung und Frauenräumen ausschließen. Im Juni 2019 abonnierte Joanne K. Rowling Magdalen Berns' Twitter-Account. Einige Medien berichteten darüber.
Im Juni 2018 war sie Mitgründerin der Gruppe For Women Scotland, welche sich gegen die Vorschläge zur Änderung des Gender Recognition Act 2004 (zur Gleichstellung von Trans- und Intergeschlechtlichen Menschen im Personenstandsrecht) einsetzt, die Berns als Erosion von Frauenrechten kritisierte.
Sie starb mit 36 Jahren an den Folgen eines Hirntumors. Nationale und internationale Medien widmeten ihr einen Nachruf. Das Online-Magazin AfterEllen schrieb: „Magdalens Mut hat Frauen auf der ganzen Welt – einschließlich des AfterEllen-Teams – ermutigt, stolz als Lesben zu leben. Ihre Überzeugung hat unzählige Lesben dazu inspiriert, unsere Stimmen zu nutzen und politisch aktiv zu werden.“